# Castello di Caratta
Das Castello di Caratta ist eine mittelalterliche Niederungsburg in Caratta, einem Ortsteil der Gemeinde Gossolengo in der italienischen Region Emilia-Romagna, etwa 4 km entfernt vom Ortskern. Es liegt in der Poebene und stellt sich mit seinem rechteckigen Grundriss typisch für die Provinz Piacenza dar.

## Geschichte
Es handelt sich um eine alte Burg, deren genaues Baujahr man wegen der wenigen überlieferten Quellen nicht kennt.
Im Jahre 1100 gehörte sie zum Gerichtsbezirk Rivalta und war Eigentum der Familie Malaspina. Später gelangte sie in die Hände der Familie Landi, vermutlich um das 14. Jahrhundert. In den Händen dieser Familie blieb sie bis in die ersten Jahrzehnte des 16. Jahrhunderts mit Ausnahme des Jahres 1438, das Jahr, in dem sie für einen begrenzten Zeitraum der Herrschaft der Piccininos überlassen wurde.
Nach den Katastereinträgen der Zeit von 1558 bis 1576 fiel die Burg dann an die Familie Rollieri, deren letzter weiblicher Nachkomme, Camilla, ein Mitglied der Familie Casati heiratete.
Die Burg wurde später in ein Landgut umgebaut.

## Beschreibung
Die Burg, die teilweise in spätere Bauten integriert ist, die in Zusammenhang mit ihrer Nutzung als Landgut entstanden, ist durch ihren rechteckigen Grundriss mit Ecktürmen gekennzeichnet und war ursprünglich von einem Burggraben umgeben, der später eingeebnet wurde.